# بولغان (بایان‌اولگی)
شهرستان بولغان (به زبان مغولی: Булган сум، [Bulgan sum]؛ ᠪᠤᠯᠠᠭᠠᠨ ᠰᠤᠮᠤ، [bulaɣan sumu]) یا بولغین (به زبان قزاقی: Бұлғын сұмыны، بۇلعىن سۇمىنى‎) یک شهرستان در مغولستان است که در استان بایان‌اولگی واقع شده‌است. بولغان (بولغین) ۴٬۹۷۷٫۳۳ کیلومتر مربع مساحت و ۴٬۵۸۳ نفر جمعیت دارد.

## تقسیمات اداری
شهرستان بولغان (بولغین) متشکل از ۷ قصبه (باغ) می‌باشد، شامل:
- اولاغچین (اولاقشین)
  - (مغولی: Улаагчин баг، [Ulaagčin bag]؛ ᠤᠯᠠᠭᠠᠴᠢᠨ ᠪᠠᠭ، [ulaɣačin baɣ])
  - (قزاقی: Ұлақшын бағы، ۇلاقشىن باعى‎)
- اولان‌خوس (اولان‌قوس)
  - (مغولی: Улаанхус баг، [Ulaanxus bag]؛ ᠤᠯᠠᠭᠠᠩᠬᠤᠰᠤ ᠪᠠᠭ، [ulaɣanqus‍u baɣ])
  - (قزاقی: Ұланқұс бағы، ۇلانقۇس باعى‎)
- بولغان (بولغین)
  - (مغولی: Булган баг، [Bulgan bag]؛ ᠪᠤᠯᠠᠭᠠᠨ ᠪᠠᠭ، [bulaɣan baɣ])
  - (قزاقی: Бұлғын бағы، بۇلعىن باعى‎)
- جارغالانت 
  - (مغولی: Жаргалант баг، [Žargalant bag]؛ ᠵᠢᠷᠭᠠᠯᠠᠩᠲᠤ ᠪᠠᠭ، [jirɣalaŋtu baɣ])
  - (قزاقی: Жарғалант бағы، جارعالانت باعى‎)
- خوجیرت (قوجیرت)
  - (مغولی: Хужирт баг، [Xužirt bag]؛ ᠬᠤᠵᠢᠷᠲᠤ ᠪᠠᠭ، [qučirtu baɣ])
  - (قزاقی: Құжырт бағы، قۇجىرت باعى‎)
- سایخان
  - (مغولی: Сайхан баг، [Sajxan bag]؛ ᠰᠠᠶᠢᠬᠠᠨ ᠪᠠᠭ، [sayiqan baɣ])
  - (قزاقی: Сайқан бағы، سايقان باعى‎)
- سونخول (سونگیل)
  - (مغولی: Сөнхөл баг، [Sönxöl bag]؛ ᠰᠥᠩᠬᠥᠯ ᠪᠠᠭ، [söŋgül baɣ])
  - (قزاقی: Сөңкіл бағы، سوڭكىل باعى‎)